# Э-Ана
Э-Ана, Эана (Eanna, E-Ana — «Храм Небес») — обнесённый стеной священный участок древнего города-государства шумеров Урук в Южном Двуречье (Южный Ирак), место почитания богини, известной в историческую эпоху как Инанна (аккад. Иштар).
Храм Эана упомянут в одном из старейших сохранившихся литературных произведений в мире — «Эпосе о Гильгамеше»:

В дальний путь ходил, но устал и смирился,

Рассказ о трудах на камне высек,

Стеною обнёс Урук ограждённый,

Светлый амбар Эаны священной.

Осмотри стену, чьи венцы, как по нити,

Погляди на вал, что не знает подобья,

Прикоснись к порогам, лежащим издревле,

И вступи в Эану, жилище Иштар…